# 内部マケドニア革命組織・ブルガリア国民運動
内部マケドニア革命組織・ブルガリア国民運動（ないぶマケドニアかくめいそしき・ブルガリアこくみんうんどう、ブルガリア語:ВМРО - Българско национално движение、ラテン文字転写例:VMRO - Balgarsko Nacionalno Dvizhenie）は、ブルガリアの右翼政党。その党名となっている「内部マケドニア革命組織」とは、19世紀末に誕生し20世紀半ばまで、マケドニアの統一と自治、ブルガリアへの編入を目指して戦った政治的革命組織であり、本項で解説する内部マケドニア革命組織・ブルガリア国民運動はその後継を自称しているものの、実際のつながりはない。略称ВМРО-БНД（VMRO-BND）。

## 歴史
ブルガリアにおいて民主化直後の1989年、ВМРО-СМД - Съюз на македонските дружества / VMRO-SMD - Sayuz na Makedonskite Druzhestva）の名称で発足し、後に、VMROへと改称した。
1996年、このブルガリアの内部マケドニア革命組織の指導者たちは組織を政治政党として登録、その名称を「内部マケドニア革命組織・ブルガリア国民運動」とした。この政党はマケドニア・スラヴ人（マケドニア人）は実際にはブルガリア人であるという主張を維持している。内部マケドニア革命組織・ブルガリア国民運動は大きな政党にはならなかったものの、アタカ国民連合（Национален съюз Атака、Natsionalen Sǎyuz Ataka、en）が登場する2005年6月25日の議会選挙までは、ブルガリア政界において実効的な唯一の右翼政党であった。
この2005年の議会選挙において、内部マケドニア革命組織・ブルガリア国民運動が他の2政党（自由民主同盟（en）およびブルガリア農民国民同盟・国民同盟（en））とともに加わっている政党連合「ブルガリア人民同盟」は5.7%の得票率で13議席を獲得した。内部マケドニア革命組織・ブルガリア国民運動はこの中で5議席を占め、うち1議席は内部マケドニア革命組織の伝統的な地盤であるピリン・マケドニア（ブラゴエヴグラト州）からのものであった。